# Ameerega berohoka
Ameerega berohoka е вид земноводно от семейство Дърволази (Dendrobatidae).

## Разпространение
Видът е ендемичен за Гояс и Мато Гросо в Бразилия. Може да се види още близо до река Арагуая, както и до Итикира.